# Вичено (Терни)
Вичено (итал. Viceno) је насеље у Италији у округу Терни, региону Умбрија.
Према процени из 2011. у насељу је живело 285 становника. Насеље се налази на надморској висини од 474 м.